# Tschubynzi
Tschubynzi (ukrainisch Чубинці; russisch Чубинцы Tschubinzy) ist ein Dorf im Westen der ukrainischen Oblast Kiew mit etwa 500 Einwohnern (2001).

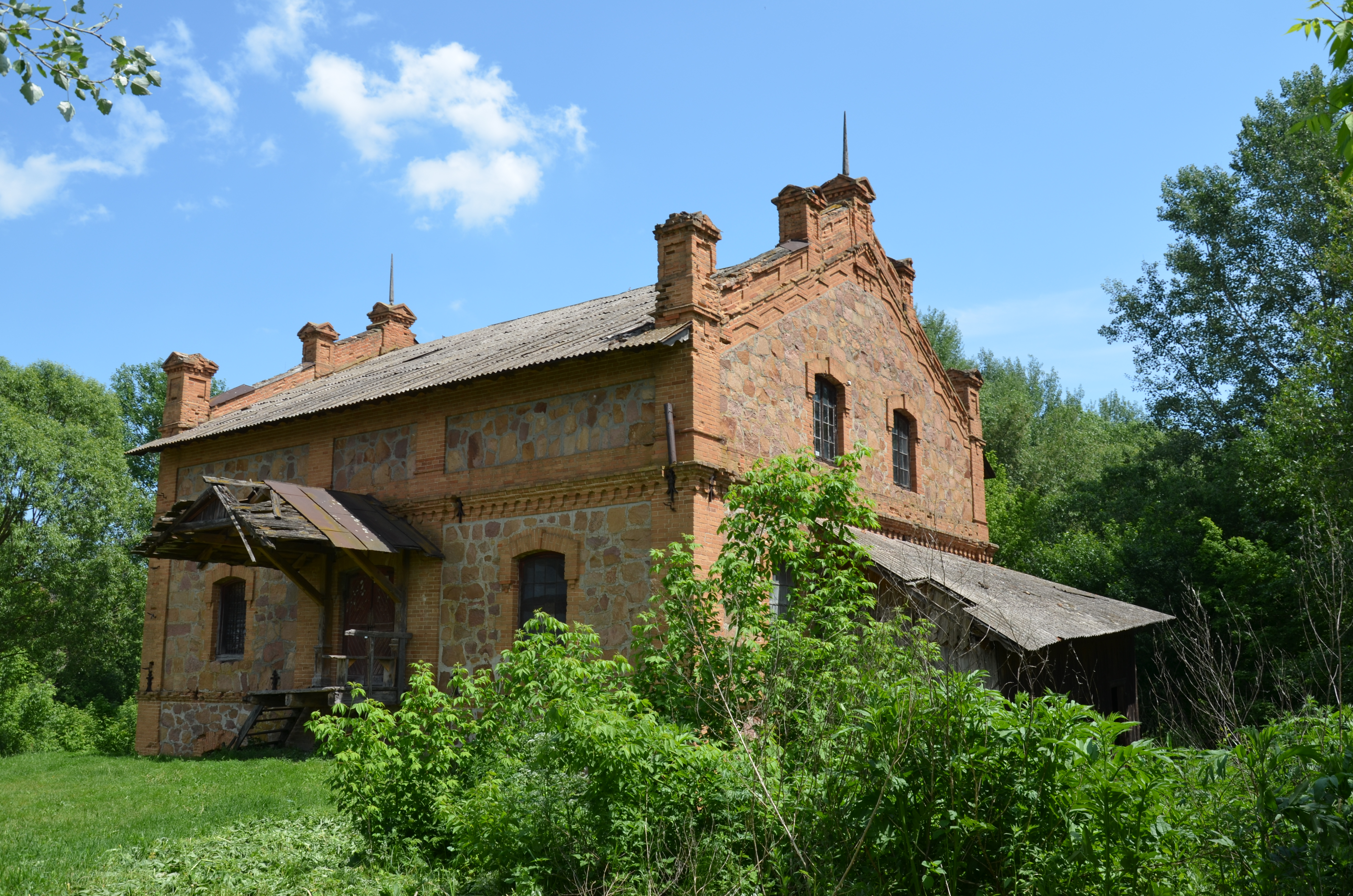
Alte Wassermühle im Dorf

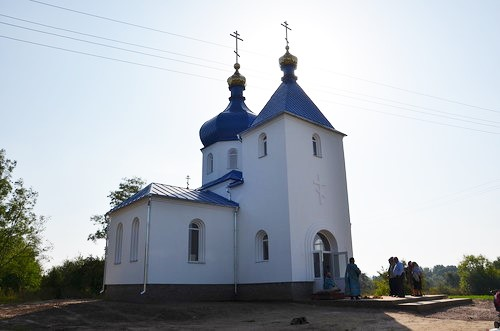
Orthodoxe Mariä-Himmelfahrt-Kirche in Tschubynzi

Die Ortschaft liegt auf einer Höhe von 178 m am Ufer der hier zu einem See angestauten Rostawyzja, einem 116 km langen, linken Nebenfluss des Ros, 13 km nördlich vom ehemaligen Rajonzentrum Skwyra und etwa 105 km südwestlich vom Oblastzentrum Kiew. Flussaufwärts grenzt das Dorf Buky an die Ortschaft.
Fünf Kilometer südwestlich vom Dorf verläuft die Regionalstraße P–18.
In Tschubynzi befinden sich, am Westufer des Stausees, dem alten Flussbett der Rostawyzja, zwei Wassermühlen aus der zweiten Hälfte des 19. Jahrhunderts.
Am 12. Juni 2020 wurde das Dorf ein Teil der neugegründeten Stadtgemeinde Skwyra, bis dahin bildete es zusammen mit dem Dorf Taboriw (Таборів) die gleichnamige Landratsgemeinde Tschubynzi (Чубинецька сільська рада/Tschubynezka silska rada) im Westen des Rajons Skwyra.
Am 17. Juli 2020 kam es im Zuge einer großen Rajonsreform zum Anschluss des Rajonsgebietes an den Rajon Bila Zerkwa.

## Söhne und Töchter der Ortschaft
- Pjotr Degtjarenko (Пётр Михайлович Дегтяренко; 1885–1938), sowjetischer Revolutionär und Politiker[5]